# Chris Davies
Christopher Graham Davies (født 7. juli 1954) er siden 1999 britisk medlem af Europa-Parlamentet, valgt for Liberal Democrats (indgår i parlamentsgruppen ALDE).